# Schluchsee, Breisgau-Hochschwarzwald
Schluchsee là một thị xã thuộc huyện Breisgau-Hochschwarzwald, Baden-Württemberg, thuộc nước Đức. Đô thị Schluchsee, Breisgau-Hochschwarzwald có diện tích 69,44 km², dân số thời điểm 31 tháng 12 năm 2020 là 2489 người. Đô thị này nằm gần hồ chứa nước Schluchsee.